# Piotr Szczepański (poeta)
Piotr Szczepański (ur. 24 czerwca 1954 w Mikołajkach, zm. 23 listopada 2020 w Gdańsku) – polski poeta, plastyk i animator kultury związany z Gdańskiem.

## Życiorys
Mieszkał w Gdańsku. Uprawiał tkaninę artystyczną, specjalizując się w miniaturze tkackiej. Uczestniczył w wielu wystawach indywidualnych oraz zbiorowych w kraju i za granicą. Promował poezję.
W latach 1980–1986 prowadził gdański Klub Teatralny „Pinezka”, w którym intensywnie działała Scena Jazzowa i Teatralna. Później prowadził Klub Osiedlowy „Bolek i Lolek” na Przymorzu, a w nim Scenę Prezentacji Poetyckich i nieformalną „szkołę haiku”. Przemienił klub osiedlowy w ośrodek goszczący poetów z zagranicy. W latach 1995–1997 prowadził w Miejskim Domu Kultury na Oruni Klub Poetycki „Loco Motywy”. Był jednym z pomysłodawców Gdańskiego Klubu Poetów. Współpracował z Wojewódzką i Miejską Biblioteką Publiczną w Gdańsku, prowadząc cykliczne spotkania i warsztaty poetyckie.
Był członkiem m.in. Gdańskiej Grupy Autorów Haiku, Europejskiego Stowarzyszenia Autorów „Koga”, Międzynarodowej Grupy Poetyckiej „QuadArt” oraz w latach 2012–2014 Związku Literatów Polskich. W 2001 otrzymał III nagrodę na International Kusamakura Haiku Competition w Japonii.
W swoich wierszach dotykał najbardziej intymnych emocji – miłości i erotyki. Wydał siedemnaście tomików poetyckich, oprócz tego publikował w wydaniach zbiorowych. Jego wiersze zostały przetłumaczone na ponad 40 języków. W uznaniu za całokształt twórczości oraz z okazji jubileuszu 40-lecia pracy twórczej w 2015 otrzymał Nagrodę Prezydenta Miasta Gdańska w Dziedzinie Kultury. W 2020 obchodził 45-lecie pracy twórczej.
Zmarł w Gdańsku, pochowany 3 grudnia 2020 na cmentarzu Oliwskim (kwatera: kolumbarium I-A-3).

## Autorskie wydania poezji (wybór)
- Karty Waka, 1995
- Barwne Motyle, 1996
- Czarnu Album, 1996
- Aware, 1998
- Shikoku, 2001
- Szelest Estezji, 2004
- trójgłos-trójwers, 2008
- otwórz dłoń, 2009
- musisz być snem, 2010
- Almanach dla Dwojga, 2011; z Jolantą Nowak Węklarową
- z wiatrem na moście, 2013
- słowa splątane pośpiesznie, 2014

Źródło:.